# Aphanomyces invadans
|  | Dieser Artikel wurde aufgrund von formalen oder inhaltlichen Mängeln in der Qualitätssicherung Biologie im Abschnitt „Mykologie“ zur Verbesserung eingetragen. Dies geschieht, um die Qualität der Biologie-Artikel auf ein akzeptables Niveau zu bringen. Bitte hilf mit, diesen Artikel zu verbessern! Artikel, die nicht signifikant verbessert werden, können gegebenenfalls gelöscht werden. Lies dazu auch die näheren Informationen in den Mindestanforderungen an Biologie-Artikel. Begründung: Vollprogramm |

Aphanomyces invadans ist eine Art der Wasserschimmel. Er verursacht bei vielen Fischarten das epizootische ulzerative Syndrom.

## Vorkommen
Die Art wurde bei einer Vielzahl von Fischen in Gewässern auf der ganzen Welt beobachtet. Zum Beispiel bei atlantischen Menhaden oder der Art Fundulus heteroclitus.